# (13387) Irus
(13387) Irus (1998 YW6) – planetoida z grupy trojańczyków okrążająca Słońce w ciągu 11,95 lat w średniej odległości 5,23 j.a. Odkryta 22 grudnia 1998 roku.